# Ігнатов Микола Федорович
Микола Федорович Ігнатов (нар. 3 червня 1914, село Івановське Московської губернії, тепер Кімовського району Тульської області, Російська Федерація — 26 квітня 1967, місто Москва) — радянський діяч, 1-й секретар Орловського обласного комітету КПРС, голова Московського облвиконкому. Член ЦК КПРС у 1956—1966 роках. Депутат Верховної Ради РРФСР 4-го скликання. Депутат Верховної ради СРСР 4—6-го скликань.

## Життєпис
Народився в селянській родині. У 1934 році закінчив Московський трамвайний технікум.
У 1934—1942 роках — у Червоній армії. З 1934 року — курсант військово-морського авіаційного училища. Служив військовим льотчиком. Учасник німецько-радянської війни.
Член ВКП(б) з 1939 року.
У 1942—1946 роках — секретар районного комітету ВКП(б) міста Москви.
15 липня 1946 — 26 квітня 1949 року — голова виконавчого комітету Бауманської районної ради депутатів трудящих міста Москви.
У 1948 році закінчив заочно Вищу партійну школу при ЦК ВКП(б).
У 1949—1952 роках — 1-й секретар Бауманського районного комітету ВКП(б) міста Москви.
У 1952—1954 роках — завідувач відділу Московського міського комітету КПРС.
У 1954 — січні 1956 року — секретар Московського обласного комітету КПРС.
28 січня — липень 1956 року — 2-й секретар Московського обласного комітету КПРС.
25 червня 1956 — 10 березня 1959 року — голова виконавчого комітету Московської обласної ради депутатів трудящих.
У березні 1959 — січні 1960 року — заступник начальника Управління Ради народного господарства Московського обласного економічного адміністративного району.
12 січня 1960 — грудень 1962 року — 1-й секретар Орловського обласного комітету КПРС.
8 — 27 грудня 1962 року — голова Організаційного бюро Орловського обласного комітету КПРС із сільськогосподарського виробництва.
27 грудня 1962 — 15 грудня 1964 року — 1-й секретар Орловського сільського обласного комітету КПРС.
15 грудня 1964 — 25 жовтня 1965 року — 1-й секретар Орловського обласного комітету КПРС.
У жовтні 1965 — 26 квітня 1967 року — заступник міністра машинобудування для легкої і харчової промисловості та побутових приладів СРСР.
Помер 26 квітня 1967 року. Похований в Москві на Новодівочому цвинтарі.

## Нагороди
- орден Леніна (1957)
- орден Червоного Прапора
- орден Вітчизняної війни І ст. (1947)
- два ордени Трудового Червоного Прапора
- медаль «За трудову відзнаку»
- медаль «За доблесну працю у Великій Вітчизняній війні 1941—1945 рр.»
- медалі